# 楽浪曲
楽浪曲（がくろうきょく）とは、藤井清水と彼を大阪市立北市民館に招いた志賀志那人館長、浪曲師宮川松安の3人で着手し始めた、改良された浪曲のことを指す。大阪の浪曲組合である浪曲親友協会によるJOBK（NHK大阪放送局）への10ヵ月に及ぶ出演拒否の手打ちとして行われた。
浪曲の節回しにピアノで伴奏をつけるという、当時としては、かなり斬新な内容になった。
楽浪曲という名前は東京大学の建部遯吾博士が命名したものである。1921年、権藤円立が上阪して後は、4人でこの楽浪曲を中心とした民謡音楽、童謡音楽の研究と新作発表を進めていく事を趣旨として楽浪園を設立する。さらに1922年野口雨情が下阪した際、この趣旨に賛同して同人に参加し、楽浪園は5人で活動することとなった。
藤井清水自身はこの楽浪曲を東京で演奏して旗揚げしたいと思っていたが、東京の人が大阪弁を嫌う傾向にあり、浪曲内の大阪弁が気になるという人もあったため、そのままとなった。結局実を結ぶに至っていない。